# Leucopardus mirabilis
Leucopardus mirabilis là một loài bướm đêm thuộc phân họ Arctiinae, họ Erebidae.